# كحول فانيليل
فانيليل الكحول أو كحول الفانيليا هي مادة مُشتقة من الفانيلين. تُستخدم هذه المادة في مكسبات النكهة للطعام.